# Multiinstrumentalist

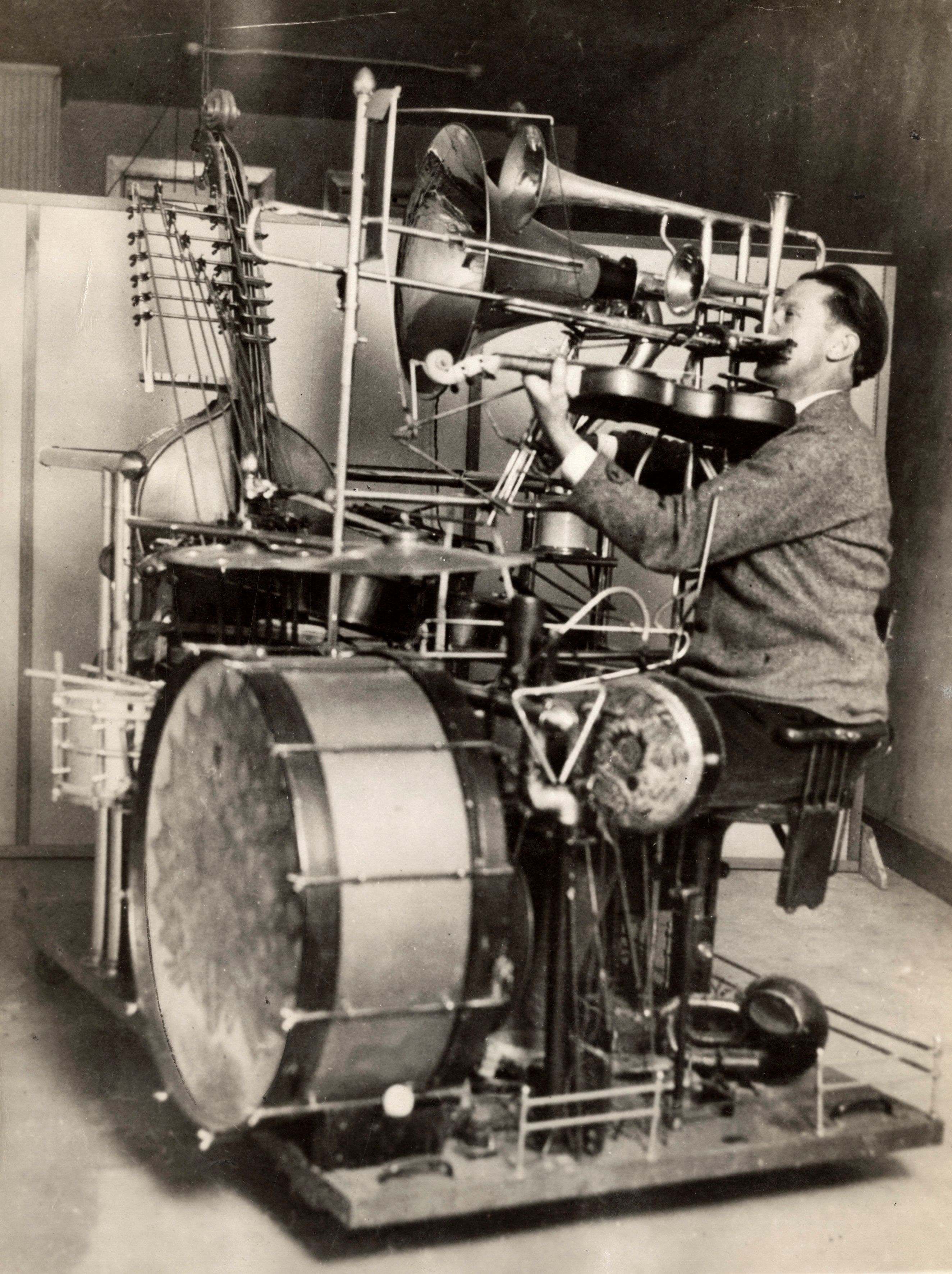
Multiinstrumentalist 1927

Ein Multiinstrumentalist ist ein Musiker, der mehrere Instrumente spielt.

## Begriffsgeschichte
Die MGG (Die Musik in Geschichte und Gegenwart) in ihrer ersten Ausgabe sowie das Riemann Musiklexikon führen den Begriff nicht. 1977 erscheint der Begriff im dtv-Atlas zur Musik und 1982 im Brockhaus Musik. In den USA ist der Begriff schon in den 1930er Jahren nachzuweisen.
Michael Praetorius erwähnt 1619 im Syntagma Musicum II die Bezeichnung universal für italienische Multiinstrumentalisten.

„In Italia werden die/ so durchaus auff allen Musicalischen Instrumenten so wol omnivocis als univocis, das ihrige practizieren, und praestiren können/ universal genennet/ derselben aber gar wenig gefunden werden.“

## Geschichte

### 16. bis 18. Jahrhundert

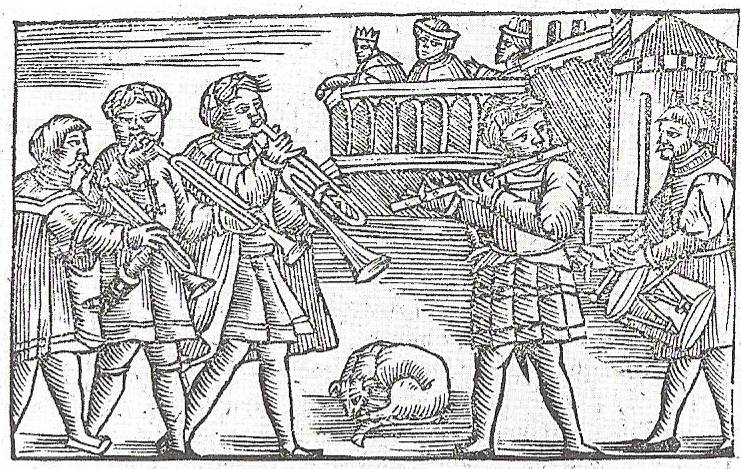
Stadtpfeifer 1555

Die europäischen Stadtpfeifer lernten in ihrer Ausbildung eine Vielzahl von Instrumenten, darunter Trompete, Posaune, Zink, Schalmei, Oboe, Fagott, Blockflöte sowie die gängigen Streichinstrumente. Musiker mit einer Ausbildung als Stadtpfeifer waren Gottfried Reiche, Johann Joachim Quantz, Johann Christoph Pezel und Sigmund Theophil Staden. Auch unter den Kantoren, Kapellmeistern und Komponisten war die Beherrschung von mehreren Instrumenten üblich. Georg Philipp Telemann spielte Violine, Viola da Gamba, Blockflöte, Querflöte, Oboe, Schalmei, Posaune, Kontrabass sowie die damals üblichen Tasteninstrumente. Die gleichzeitige Ausführung eines mehrstimmigen Werkes durch eine Person war in Renaissance und Barock durchaus üblich. Baldassare Castiglione beschreibt 1528 im Libro del Cortegiano das Singen zur Lira. Silvestro Ganassi gibt 1543 Hinweise zur Intavolierungspraxis und Musizierpraxis von Madrigalen. Johann Mattheson berichtet über Nikolaus Bruhns, er habe gleichzeitig auf Orgel und Violine gespielt.

„Weil er sehr stark auf der Violine war, und solche mit doppelten Griffen, als wenn ihrer 3. oder 4. wären, zu spielen wußte, so hatte er die Gewohnheit, dann und wann auf der Orgel die Veränderung zu machen, daß er die Violine zugleich, mit einer sich dazu gut schickenden Pedalstimme ganz allein, auf das annehmlichste hören ließ.“

### 19. Jahrhundert
Mit dem weitgehenden Ende der Stadtpfeiferzünfte und der Neuorientierung der Lateinschulen verlagerte sich die Musikerausbildung nach 1800 auf die zahlreichen neugegründeten Konservatorien. Um den gesteigerten Anforderung durch die Orchestermusik zu entsprechen, erfolgte eine stärkere Spezialisierung der Musiker auf ein Hauptinstrument.

## 20. Jahrhundert und Gegenwart

### Klassische Musik
Der Trend des 19. Jahrhunderts zur Spezialisierung in der Musikerausbildung setzte sich fort. Die Vermittlung von grundlegenden Kenntnissen auf einem Tasteninstrument sowie Gesang (Hochschulchor) werden allerdings Standard im deutschen Musikstudium. Violinisten pflegen zudem als Nebeninstrument zuweilen die Viola, Oboisten die Oboe d’amore oder das Englischhorn. Den Bedürfnissen kleinerer Theater entsprechend, studieren Kontrabassisten zuweilen das Fach Tuba. Das Studium der Kirchenmusik sieht als Pflichtfächer Orgel, Klavier und Gesang vor. Häufig wird ein Blechblasinstrument als Nebeninstrument belegt. Ausgeprägte Multiinstrumentalisten waren die Dirigenten Ferenc Fricsay und Paul Hindemith, die Komponistin Lili Boulanger, im Bereich der Historischen Aufführungspraxis Arnold Dolmetsch, Peter Harlan und David Munrow sowie die Kirchenmusiker Gunther Martin Göttsche und Helmut Kickton. Die französische Musikerin Emmanuelle Dauvin pflegt das gleichzeitige Spiel auf Barockvioline und Orgel.

### Populäre Musik

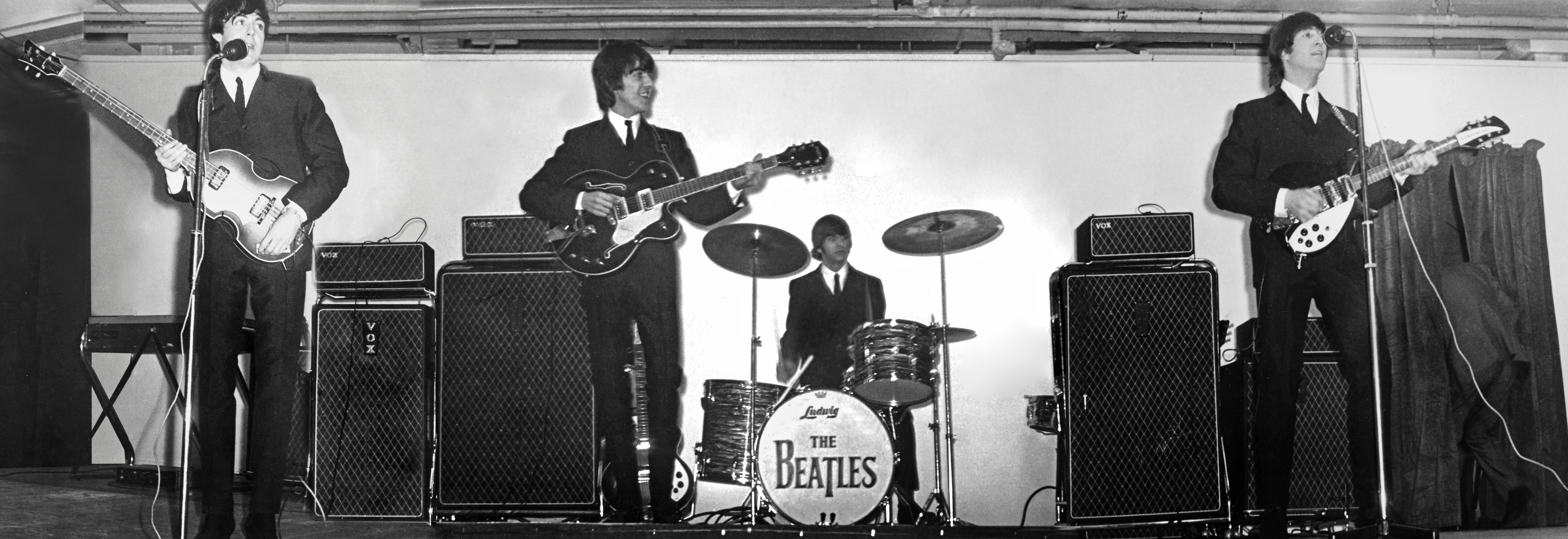
The Beatles

Im Gegensatz zu der klassischen Musik, bei der ein Sänger in der Regel von einem gesonderten Musiker oder Instrumentalensemble begleitet wird, ist in der populären Musik die Begleitung des eigenen Gesanges durch ein Akkordinstrument wie Gitarre oder Klavier sehr häufig. Bei einigen Musikgruppen kommt es durchaus zu einer simultanen Ausführung von Gesang und Instrument von allen Mitgliedern der Band (The Beatles, Die Ärzte). Durch etliche Bluessänger wurde die Technik eingeführt, gleichzeitig Gitarre und diatonische Mundharmonika bzw. Blues-Harp zu spielen. Durch die moderne Studiotechnik kann ein einzelner Musiker, der eine weite Palette von Instrumenten beherrscht, ganz alleine eine Tonträgerproduktion gestalten, wie beispielsweise Mike Oldfield oder Prince. Das gleichzeitige Spiel von mehreren Instrumenten wird auch als One-Man-Band oder Ein-Mann-Orchester bezeichnet.

### Musical und Jazzmusik
Auch Musical-Ensembles und Big-Bands verlangen häufig Multiinstrumentalisten.
In Leonard Bernsteins Musical West Side Story wird beispielsweise vom ersten Holzbläser verlangt, dass er zwischen Piccolo- und Querflöte, Alt-Saxophon sowie B- und Bassklarinette wechselt.
In Big-Bands wird von den Saxophonisten nicht selten verlangt, dass diese von ihrem Hauptinstrument zur Flöte oder Klarinette wechseln können. Der Bassist muss zudem häufig in der Lage sein den Kontrabass und E-Bass gleichermaßen zu beherrschen.